# Higuera de las Dueñas
Higuera de las Dueñas és un municipi de la província d'Àvila, a la comunitat autònoma de Castella i Lleó. Limita amb Sotillo de la Adrada i Fresnedilla, de la mateixa província, amb El Real de San Vicente i Pelahustán, a la província de Toledo, i amb Cenicientos, a la Comunitat de Madrid.

## Demografia
| 1991 | 1996 | 2001 | 2004 | 2006 |
| ---- | ---- | ---- | ---- | ---- |
| 307  | 320  | 329  | 305  | 321  |